# The Style Council
The Style Council var en engelsk popgrupp/popkollektiv från London, bildad 1983 av Paul Weller (sång/gitarr, före detta The Jam) och Mick Talbot (piano/orgel/synth). De hade sina största framgångar med albumen Café Bleu (1984) och Our Favourite Shop (1985) och hade åren 1983-1989 femton topp 40-hits på brittiska singellistan, varav sju på topp 10.

## Historia
1982 upplöste Paul Weller The Jam och bildade istället The Style Council tillsammans med Mick Talbot (före detta Merton Parkas) för att utveckla sitt intresse för soul, jazz, rap/hiphop, funk och andra musikstilar. The Style Councils stil var mer europeiskt orienterad med ett välpolerat sound influerat av amerikansk R&B, jazz och inslag av synt som skilde sig från The Jams utpräglat brittiska punk- och modpop-inspirerade musik, fast Weller fortsatte med sina politiska och samhällskritiska texter även i The Style Council. Gruppen fick de största framgångarna med sina två första album Café Bleu (1984) och Our Favourite Shop (1985), som blev tvåa respektive etta på brittiska albumlistan, medan de två senare albumen blev mindre väl mottagna. Deras sista inspelningar från 1989 var kraftigt influerade av modern dansmusik, framförallt house och efter att Polydor tackat nej till att ge ut dem upplöstes gruppen.

## Diskografi i urval
Studioalbum
- Introducing The Style Council (Polydor, 1983)
- Café Bleu (Polydor, mars 1984)
- Our Favourite Shop (Polydor, maj 1985)
- The Cost of Loving (Polydor, februari 1987)
- Confessions of a Pop Group (Polydor, juni 1988)

Livealbum
- Home and Abroad (Polydor, maj 1986)
- The Style Council In Concert (1997)

Singlar (topp 40 på UK Singles Chart)
- "Speak Like a Child" (1983) (#4)
- "Money Go Round (Part 1)" (1983) (#11)
- "Long Hot Summer" / "Paris Match" (dubbel A-sida) (1983) (#3)
- "A Solid Bond in Your Heart" (1983) (#11)
- "My Ever Changing Moods" (1984) (#5)
- "You're the Best Thing" / "The Big Boss Groove" (dubbel A-sida) (1984) (#5)
- "Shout to the Top!" (1984) (#7)
- "Soul Deep" (1984) (#24)
- "Walls Come Tumbling Down!" (1985) (#6)
- "Come to Milton Keynes" (1985) (#23)
- "The Lodgers" (1985) (#13)
- "Have You Ever Had It Blue" (1986) (#14)
- "It Didn't Matter" (1987) (#9)
- "Wanted" (1987) (#20)
- "Life at a Top People's Health Farm" (1988) (#28)
- "Promised Land" (1989) (#27)